# Danh sách cầu thủ tham dự cúp bóng đá Nam Mỹ 2019
Sau đây là danh sách các đội tuyển cho tất cả 12 đội tuyển quốc gia đã thi đấu tại Copa América 2019. Mỗi đội tuyển quốc gia phải nộp một đội hình cuối cùng gồm 23 cầu thủ, 3 trong số đó phải là thủ môn. [1]
Vào ngày 31 tháng 5 năm 2019 CONMEBOL đã công bố danh sách của mười hai đội.

## Bảng A

### Brazil
Huấn luyện viên: Tite
The 23-man squad was announced on ngày 17 tháng 5 năm 2019. On 6 June, Neymar withdrew due to an injury and was replaced by Willian.
1. ↑  "Seleção Brasileira: convocados por Tite para a Copa América 2019" (bằng tiếng Bồ Đào Nha). CBF. ngày 17 tháng 5 năm 2019. Truy cập ngày 18 tháng 5 năm 2019.
2. ↑  "Neymar Jr. está desconvocado da Seleção Brasileira" (bằng tiếng Bồ Đào Nha). CBF. ngày 6 tháng 6 năm 2019. Truy cập ngày 6 tháng 6 năm 2019.
3. ↑  "Willian está convocado para a Copa América 2019" (bằng tiếng Bồ Đào Nha). CBF. ngày 7 tháng 6 năm 2019. Truy cập ngày 7 tháng 6 năm 2019.

| Số | VT | Cầu thủ              | Ngày sinh (tuổi)           | Trận | Bàn | Câu lạc bộ          |
| -- | -- | -------------------- | -------------------------- | ---- | --- | ------------------- |
| 1  | TM | Alisson              | 2 tháng 10, 1992 (26 tuổi) | 38   | 0   | Liverpool           |
| 2  | HV | Thiago Silva         | 22 tháng 9, 1984 (34 tuổi) | 79   | 7   | Paris Saint-Germain |
| 3  | HV | Miranda              | 7 tháng 9, 1984 (34 tuổi)  | 57   | 3   | Internazionale      |
| 4  | HV | Marquinhos           | 14 tháng 5, 1994 (25 tuổi) | 36   | 1   | Paris Saint-Germain |
| 5  | TV | Casemiro             | 23 tháng 2, 1992 (27 tuổi) | 36   | 0   | Real Madrid         |
| 8  | TV | Arthur               | 12 tháng 8, 1996 (22 tuổi) | 10   | 0   | Barcelona           |
| 9  | TĐ | Gabriel Jesus        | 3 tháng 4, 1997 (22 tuổi)  | 27   | 16  | Manchester City     |
| 10 | TV | Willian              | 9 tháng 8, 1988 (30 tuổi)  | 65   | 8   | Chelsea             |
| 11 | TV | Philippe Coutinho    | 12 tháng 6, 1992 (27 tuổi) | 49   | 16  | Barcelona           |
| 6  | HV | Filipe Luís          | 9 tháng 8, 1985 (33 tuổi)  | 40   | 2   | Atlético Madrid     |
| 7  | TĐ | David Neres          | 3 tháng 3, 1997 (22 tuổi)  | 3    | 1   | Ajax                |
| 13 | HV | Dani Alves (captain) | 6 tháng 5, 1983 (36 tuổi)  | 109  | 7   | Paris Saint-Germain |
| 14 | HV | Éder Militão         | 18 tháng 1, 1998 (21 tuổi) | 4    | 0   | Porto               |
| 15 | TV | Allan                | 8 tháng 1, 1991 (28 tuổi)  | 4    | 0   | Napoli              |
| 16 | TM | Cássio               | 6 tháng 6, 1987 (32 tuổi)  | 1    | 0   | Corinthians         |
| 17 | TV | Fernandinho          | 4 tháng 5, 1985 (34 tuổi)  | 51   | 2   | Manchester City     |
| 18 | TV | Lucas Paquetá        | 27 tháng 8, 1997 (21 tuổi) | 5    | 1   | Milan               |
| 20 | TĐ | Roberto Firmino      | 2 tháng 10, 1991 (27 tuổi) | 32   | 10  | Liverpool           |
| 21 | TĐ | Richarlison          | 10 tháng 5, 1997 (22 tuổi) | 10   | 5   | Everton             |
| 22 | HV | Fagner               | 11 tháng 6, 1989 (30 tuổi) | 9    | 0   | Corinthians         |
| 23 | TM | Ederson              | 17 tháng 8, 1993 (25 tuổi) | 5    | 0   | Manchester City     |

### Bolivia
Huấn luyện viên: Eduardo Villegas
The 31-man provisional squad was released on ngày 15 tháng 5 năm 2019. The 23-man final squad was announced on ngày 31 tháng 5 năm 2019. On 11 June, forward Rodrigo Ramallo withdrew injured and was replaced by Ramiro Vaca.
| Số | VT | Cầu thủ                   | Ngày sinh (tuổi)            | Trận | Bàn | Câu lạc bộ               |
| -- | -- | ------------------------- | --------------------------- | ---- | --- | ------------------------ |
| 1  | TM | Carlos Lampe              | 17 tháng 3, 1987 (32 tuổi)  | 25   | 0   | San José                 |
| 2  | HV | Saúl Torres               | 22 tháng 3, 1990 (29 tuổi)  | 2    | 0   | Nacional Potosí          |
| 3  | TV | Alejandro Chumacero       | 22 tháng 4, 1991 (28 tuổi)  | 40   | 2   | Puebla                   |
| 4  | HV | Luis Haquin               | 15 tháng 11, 1997 (21 tuổi) | 12   | 1   | Puebla                   |
| 5  | HV | Mario Cuéllar             | 5 tháng 5, 1989 (30 tuổi)   | 2    | 0   | Oriente Petrolero        |
| 6  | TV | Erwin Saavedra            | 22 tháng 2, 1996 (23 tuổi)  | 17   | 0   | Bolívar                  |
| 7  | TV | Leonel Justiniano         | 2 tháng 7, 1992 (26 tuổi)   | 16   | 0   | Bolívar                  |
| 8  | HV | Diego Bejarano            | 24 tháng 8, 1991 (27 tuổi)  | 25   | 2   | Bolívar                  |
| 9  | TĐ | Marcelo Martins Moreno    | 18 tháng 6, 1987 (31 tuổi)  | 72   | 18  | Shijiazhuang Ever Bright |
| 10 | TV | Samuel Galindo            | 18 tháng 4, 1992 (27 tuổi)  | 7    | 0   | Always Ready             |
| 11 | TĐ | Leonardo Vaca             | 24 tháng 11, 1995 (23 tuổi) | 11   | 1   | Blooming                 |
| 12 | TM | Rubén Cordano             | 16 tháng 10, 1998 (20 tuổi) | 1    | 0   | Blooming                 |
| 13 | HV | José María Carrasco       | 16 tháng 8, 1997 (21 tuổi)  | 0    | 0   | Blooming                 |
| 14 | TV | Raúl Castro               | 19 tháng 8, 1989 (29 tuổi)  | 18   | 0   | The Strongest            |
| 15 | TV | Paul Arano                | 23 tháng 2, 1995 (24 tuổi)  | 0    | 0   | Blooming                 |
| 16 | TV | Diego Wayar               | 15 tháng 10, 1993 (25 tuổi) | 2    | 0   | The Strongest            |
| 17 | HV | Marvin Bejarano (captain) | 6 tháng 3, 1988 (31 tuổi)   | 37   | 0   | The Strongest            |
| 18 | TĐ | Gilbert Álvarez           | 7 tháng 4, 1992 (27 tuổi)   | 19   | 3   | Jorge Wilstermann        |
| 19 | TV | Ramiro Vaca               | 1 tháng 7, 1999 (19 tuổi)   | 3    | 1   | The Strongest            |
| 20 | TV | Fernando Saucedo          | 15 tháng 3, 1990 (29 tuổi)  | 5    | 0   | Jorge Wilstermann        |
| 21 | HV | Roberto Fernández         | 12 tháng 7, 1999 (19 tuổi)  | 1    | 0   | Blooming                 |
| 22 | HV | Adrián Jusino             | 9 tháng 7, 1992 (26 tuổi)   | 3    | 0   | Bolívar                  |
| 23 | TM | Javier Rojas              | 14 tháng 1, 1996 (23 tuổi)  | 0    | 0   | Nacional Potosí          |

### Venezuela
Huấn luyện viên: Rafael Dudamel
The 40-man provisional squad was announced on ngày 10 tháng 5 năm 2019. The 23-man final squad was announced on ngày 30 tháng 5 năm 2019. On 8 June, midfielder Adalberto Peñaranda was ruled out due to an injury and was replaced by Yeferson Soteldo.
| Số | VT | Cầu thủ                | Ngày sinh (tuổi)            | Trận | Bàn | Câu lạc bộ           |
| -- | -- | ---------------------- | --------------------------- | ---- | --- | -------------------- |
| 1  | TM | Wuilker Faríñez        | 15 tháng 2, 1998 (21 tuổi)  | 12   | 0   | Millonarios          |
| 2  | HV | Mikel Villanueva       | 14 tháng 4, 1993 (26 tuổi)  | 18   | 2   | Gimnàstic            |
| 3  | HV | Yordan Osorio          | 10 tháng 5, 1994 (25 tuổi)  | 8    | 0   | Vitória de Guimarães |
| 4  | HV | Jhon Chancellor        | 2 tháng 1, 1992 (27 tuổi)   | 10   | 0   | Al-Ahli              |
| 5  | TV | Júnior Moreno          | 20 tháng 7, 1993 (25 tuổi)  | 12   | 1   | D.C. United          |
| 6  | TV | Yangel Herrera         | 7 tháng 1, 1998 (21 tuổi)   | 10   | 1   | Huesca               |
| 7  | TV | Darwin Machís          | 7 tháng 2, 1993 (26 tuổi)   | 14   | 2   | Cádiz                |
| 8  | TV | Tomás Rincón (captain) | 13 tháng 1, 1988 (31 tuổi)  | 93   | 1   | Torino               |
| 9  | TĐ | Fernando Aristeguieta  | 9 tháng 4, 1992 (27 tuổi)   | 16   | 1   | América de Cali      |
| 10 | TV | Jefferson Savarino     | 11 tháng 11, 1996 (22 tuổi) | 7    | 0   | Real Salt Lake       |
| 11 | TV | Juanpi                 | 24 tháng 1, 1994 (25 tuổi)  | 13   | 1   | Huesca               |
| 12 | TM | Joel Graterol          | 13 tháng 2, 1997 (22 tuổi)  | 0    | 0   | Zamora               |
| 13 | TV | Luis Manuel Seijas     | 23 tháng 6, 1986 (32 tuổi)  | 67   | 2   | Santa Fe             |
| 14 | HV | Luis Mago              | 15 tháng 9, 1994 (24 tuổi)  | 4    | 1   | Palestino            |
| 15 | TV | Jhon Murillo           | 21 tháng 11, 1995 (23 tuổi) | 20   | 3   | Tondela              |
| 16 | HV | Roberto Rosales        | 20 tháng 11, 1988 (30 tuổi) | 73   | 1   | Espanyol             |
| 17 | TĐ | Josef Martínez         | 19 tháng 5, 1993 (26 tuổi)  | 47   | 10  | Atlanta United       |
| 18 | TV | Yeferson Soteldo       | 30 tháng 6, 1997 (21 tuổi)  | 8    | 0   | Santos               |
| 19 | TV | Arquímedes Figuera     | 6 tháng 10, 1989 (29 tuổi)  | 22   | 1   | Deportivo La Guaira  |
| 20 | HV | Ronald Hernández       | 21 tháng 9, 1997 (21 tuổi)  | 5    | 0   | Stabæk               |
| 21 | HV | Rolf Feltscher         | 6 tháng 10, 1990 (28 tuổi)  | 18   | 0   | LA Galaxy            |
| 22 | TM | Rafael Romo            | 25 tháng 2, 1990 (29 tuổi)  | 11   | 0   | APOEL                |
| 23 | TĐ | Salomón Rondón         | 16 tháng 9, 1989 (29 tuổi)  | 71   | 22  | Newcastle United     |

### Peru
Huấn luyện viên:  Ricardo Gareca
The 40-man provisional squad was announced on ngày 15 tháng 5 năm 2019. The 23-man final squad was announced on ngày 30 tháng 5 năm 2019. On 11 June, Paolo Hurtado was ruled out due to injury and replaced by Josepmir Ballón.
| Số | VT | Cầu thủ                  | Ngày sinh (tuổi)            | Trận | Bàn | Câu lạc bộ                |
| -- | -- | ------------------------ | --------------------------- | ---- | --- | ------------------------- |
| 1  | TM | Pedro Gallese            | 23 tháng 2, 1990 (29 tuổi)  | 47   | 0   | Alianza Lima              |
| 2  | HV | Luis Abram               | 27 tháng 2, 1996 (23 tuổi)  | 7    | 0   | Vélez Sarsfield           |
| 3  | HV | Aldo Corzo               | 20 tháng 5, 1989 (30 tuổi)  | 27   | 0   | Universitario             |
| 4  | HV | Anderson Santamaría      | 10 tháng 1, 1992 (27 tuổi)  | 12   | 0   | Atlas                     |
| 5  | HV | Miguel Araujo            | 24 tháng 10, 1994 (24 tuổi) | 13   | 0   | Talleres                  |
| 6  | HV | Miguel Trauco            | 25 tháng 8, 1992 (26 tuổi)  | 34   | 0   | Flamengo                  |
| 7  | TV | Josepmir Ballón          | 21 tháng 3, 1988 (31 tuổi)  | 50   | 0   | Universidad de Concepción |
| 8  | TV | Christian Cueva          | 23 tháng 11, 1991 (27 tuổi) | 52   | 9   | Santos                    |
| 9  | TĐ | Paolo Guerrero (captain) | 1 tháng 1, 1984 (35 tuổi)   | 91   | 35  | Internacional             |
| 10 | TĐ | Jefferson Farfán         | 26 tháng 10, 1984 (34 tuổi) | 92   | 26  | Lokomotiv Moscow          |
| 11 | TĐ | Raúl Ruidíaz             | 25 tháng 7, 1990 (28 tuổi)  | 37   | 4   | Seattle Sounders          |
| 12 | TM | Carlos Cáceda            | 27 tháng 9, 1991 (27 tuổi)  | 6    | 0   | Melgar                    |
| 13 | TV | Renato Tapia             | 28 tháng 7, 1995 (23 tuổi)  | 38   | 3   | Willem II                 |
| 14 | TĐ | Andy Polo                | 29 tháng 9, 1994 (24 tuổi)  | 22   | 1   | Portland Timbers          |
| 15 | HV | Carlos Zambrano          | 10 tháng 7, 1989 (29 tuổi)  | 41   | 4   | Basel                     |
| 16 | TV | Jesús Pretell            | 26 tháng 3, 1999 (20 tuổi)  | 0    | 0   | Sporting Cristal          |
| 17 | HV | Luis Advíncula           | 2 tháng 3, 1990 (29 tuổi)   | 74   | 1   | Rayo Vallecano            |
| 18 | TĐ | André Carrillo           | 14 tháng 6, 1991 (28 tuổi)  | 54   | 6   | Al-Hilal                  |
| 19 | TV | Yoshimar Yotún           | 7 tháng 4, 1990 (29 tuổi)   | 79   | 2   | Cruz Azul                 |
| 20 | TV | Edison Flores            | 15 tháng 5, 1994 (25 tuổi)  | 35   | 11  | Morelia                   |
| 21 | TM | Patricio Álvarez         | 24 tháng 1, 1994 (25 tuổi)  | 0    | 0   | Sporting Cristal          |
| 22 | HV | Alexander Callens        | 4 tháng 5, 1992 (27 tuổi)   | 12   | 1   | New York City             |
| 23 | TV | Christofer Gonzáles      | 12 tháng 10, 1992 (26 tuổi) | 10   | 1   | Sporting Cristal          |

## Bảng B

### Argentina
Huấn luyện viên: Lionel Scaloni
The 40-man provisional squad was released on ngày 15 tháng 5 năm 2019. The 23-man final squad was announced on ngày 20 tháng 5 năm 2019. On 3 June midfielder Exequiel Palacios was replaced by Guido Pizarro due to injury. On 14 June goalkeeper Esteban Andrada was replaced by Juan Musso due to injury.
| Số | VT | Cầu thủ                | Ngày sinh (tuổi)            | Trận | Bàn | Câu lạc bộ          |
| -- | -- | ---------------------- | --------------------------- | ---- | --- | ------------------- |
| 1  | TM | Franco Armani          | 16 tháng 10, 1986 (32 tuổi) | 5    | 0   | River Plate         |
| 2  | HV | Juan Foyth             | 12 tháng 1, 1998 (21 tuổi)  | 3    | 0   | Tottenham Hotspur   |
| 3  | HV | Nicolás Tagliafico     | 31 tháng 8, 1992 (26 tuổi)  | 14   | 0   | Ajax                |
| 4  | HV | Renzo Saravia          | 16 tháng 6, 1993 (25 tuổi)  | 4    | 0   | Racing              |
| 5  | TV | Leandro Paredes        | 29 tháng 6, 1994 (24 tuổi)  | 12   | 1   | Paris Saint-Germain |
| 6  | HV | Germán Pezzella        | 27 tháng 6, 1991 (27 tuổi)  | 7    | 1   | Fiorentina          |
| 7  | TV | Roberto Pereyra        | 7 tháng 1, 1991 (28 tuổi)   | 16   | 2   | Watford             |
| 8  | TV | Marcos Acuña           | 28 tháng 10, 1991 (27 tuổi) | 18   | 0   | Sporting CP         |
| 9  | TĐ | Sergio Agüero          | 2 tháng 6, 1988 (31 tuổi)   | 90   | 38  | Manchester City     |
| 10 | TĐ | Lionel Messi (captain) | 24 tháng 6, 1987 (31 tuổi)  | 130  | 67  | Barcelona           |
| 11 | TV | Ángel Di María         | 14 tháng 2, 1988 (31 tuổi)  | 97   | 20  | Paris Saint-Germain |
| 12 | TM | Agustín Marchesín      | 16 tháng 3, 1988 (31 tuổi)  | 4    | 0   | América             |
| 13 | HV | Ramiro Funes Mori      | 5 tháng 3, 1991 (28 tuổi)   | 25   | 2   | Villarreal          |
| 14 | HV | Milton Casco           | 11 tháng 4, 1988 (31 tuổi)  | 2    | 0   | River Plate         |
| 15 | TV | Guido Pizarro          | 26 tháng 2, 1990 (29 tuổi)  | 2    | 0   | UANL                |
| 16 | TV | Rodrigo De Paul        | 24 tháng 5, 1994 (25 tuổi)  | 5    | 0   | Udinese             |
| 17 | HV | Nicolás Otamendi       | 12 tháng 2, 1988 (31 tuổi)  | 60   | 4   | Manchester City     |
| 18 | TV | Guido Rodríguez        | 12 tháng 4, 1994 (25 tuổi)  | 3    | 0   | América             |
| 19 | TĐ | Matías Suárez          | 9 tháng 5, 1988 (31 tuổi)   | 3    | 0   | River Plate         |
| 20 | TV | Giovani Lo Celso       | 9 tháng 4, 1996 (23 tuổi)   | 13   | 1   | Real Betis          |
| 21 | TĐ | Paulo Dybala           | 15 tháng 11, 1993 (25 tuổi) | 20   | 1   | Juventus            |
| 22 | TĐ | Lautaro Martínez       | 22 tháng 8, 1997 (21 tuổi)  | 7    | 4   | Internazionale      |
| 23 | TM | Juan Musso             | 6 tháng 5, 1994 (25 tuổi)   | 1    | 0   | Udinese             |

### Colombia
Huấn luyện viên:  Carlos Queiroz
The 40-man provisional squad was announced on ngày 15 tháng 5 năm 2019. On 20 May, defender Luis Manuel Orejuela was replaced by Stefan Medina due to injury. The 23-man final squad was announced on ngày 30 tháng 5 năm 2019.
| Số | VT | Cầu thủ                  | Ngày sinh (tuổi)            | Trận | Bàn | Câu lạc bộ             |
| -- | -- | ------------------------ | --------------------------- | ---- | --- | ---------------------- |
| 1  | TM | David Ospina             | 31 tháng 8, 1988 (30 tuổi)  | 94   | 0   | Napoli                 |
| 2  | HV | Cristián Zapata          | 30 tháng 9, 1986 (32 tuổi)  | 56   | 2   | Milan                  |
| 3  | HV | Stefan Medina            | 14 tháng 6, 1992 (27 tuổi)  | 10   | 0   | Monterrey              |
| 4  | HV | Santiago Arias           | 13 tháng 1, 1992 (27 tuổi)  | 48   | 0   | Atlético Madrid        |
| 5  | TV | Wílmar Barrios           | 16 tháng 10, 1993 (25 tuổi) | 19   | 0   | Zenit Saint Petersburg |
| 6  | HV | William Tesillo          | 2 tháng 2, 1990 (29 tuổi)   | 4    | 0   | León                   |
| 7  | TĐ | Duván Zapata             | 1 tháng 4, 1991 (28 tuổi)   | 7    | 1   | Atalanta               |
| 8  | TV | Edwin Cardona            | 8 tháng 12, 1992 (26 tuổi)  | 33   | 5   | Pachuca                |
| 9  | TĐ | Radamel Falcao (captain) | 10 tháng 2, 1986 (33 tuổi)  | 83   | 33  | Monaco                 |
| 10 | TV | James Rodríguez          | 12 tháng 7, 1991 (27 tuổi)  | 70   | 22  | Bayern Munich          |
| 11 | TV | Juan Cuadrado            | 26 tháng 5, 1988 (31 tuổi)  | 78   | 8   | Juventus               |
| 12 | TM | Camilo Vargas            | 9 tháng 3, 1989 (30 tuổi)   | 6    | 0   | Deportivo Cali         |
| 13 | HV | Yerry Mina               | 23 tháng 9, 1994 (24 tuổi)  | 17   | 6   | Everton                |
| 14 | TĐ | Luis Díaz                | 13 tháng 1, 1997 (22 tuổi)  | 3    | 1   | Junior                 |
| 15 | TV | Mateus Uribe             | 21 tháng 3, 1991 (28 tuổi)  | 17   | 0   | América                |
| 16 | TV | Jefferson Lerma          | 25 tháng 10, 1994 (24 tuổi) | 10   | 0   | Bournemouth            |
| 17 | HV | Cristian Borja           | 18 tháng 2, 1993 (26 tuổi)  | 3    | 0   | Sporting CP            |
| 18 | TV | Gustavo Cuéllar          | 14 tháng 10, 1992 (26 tuổi) | 5    | 0   | Flamengo               |
| 19 | TĐ | Luis Muriel              | 16 tháng 4, 1991 (28 tuổi)  | 24   | 2   | Fiorentina             |
| 20 | TĐ | Roger Martínez           | 23 tháng 6, 1994 (24 tuổi)  | 7    | 2   | América                |
| 21 | HV | Jhon Lucumí              | 26 tháng 6, 1998 (20 tuổi)  | 0    | 0   | Genk                   |
| 22 | TM | Álvaro Montero           | 29 tháng 3, 1995 (24 tuổi)  | 0    | 0   | Deportes Tolima        |
| 23 | HV | Davinson Sánchez         | 12 tháng 6, 1996 (23 tuổi)  | 19   | 0   | Tottenham Hotspur      |

### Paraguay
Huấn luyện viên:  Eduardo Berizzo
The 40-man provisional squad was announced on ngày 13 tháng 5 năm 2019. Provisional squad was reduced to 39 players on 17 May after Roque Santa Cruz withdrew injured. The 23-man final squad was announced on ngày 29 tháng 5 năm 2019. On 10 June, midfielder Richard Ortiz was ruled out due to an injury and replaced by Richard Sánchez.
| Số | VT | Cầu thủ                 | Ngày sinh (tuổi)           | Trận | Bàn | Câu lạc bộ         |
| -- | -- | ----------------------- | -------------------------- | ---- | --- | ------------------ |
| 1  | TM | Antony Silva            | 27 tháng 2, 1984 (35 tuổi) | 27   | 0   | Huracán            |
| 2  | HV | Iván Piris              | 10 tháng 3, 1989 (30 tuổi) | 25   | 0   | Libertad           |
| 3  | HV | Juan Escobar            | 3 tháng 7, 1995 (23 tuổi)  | 2    | 0   | Cerro Porteño      |
| 4  | HV | Fabián Balbuena         | 23 tháng 8, 1991 (27 tuổi) | 9    | 0   | West Ham United    |
| 5  | HV | Bruno Valdez            | 6 tháng 10, 1992 (26 tuổi) | 24   | 1   | América            |
| 6  | TV | Richard Sánchez         | 29 tháng 3, 1996 (23 tuổi) | 3    | 0   | Olimpia            |
| 7  | TĐ | Óscar Cardozo           | 20 tháng 5, 1983 (36 tuổi) | 50   | 10  | Libertad           |
| 8  | TV | Rodrigo Rojas           | 9 tháng 4, 1988 (31 tuổi)  | 19   | 0   | Olimpia            |
| 9  | TĐ | Federico Santander      | 4 tháng 6, 1991 (28 tuổi)  | 17   | 2   | Bologna            |
| 10 | TĐ | Derlis González         | 20 tháng 3, 1994 (25 tuổi) | 32   | 5   | Santos             |
| 11 | TĐ | Juan Iturbe             | 4 tháng 6, 1993 (26 tuổi)  | 9    | 0   | Pumas UNAM         |
| 12 | TM | Gatito Fernández        | 29 tháng 3, 1988 (31 tuổi) | 7    | 0   | Botafogo           |
| 13 | HV | Júnior Alonso           | 9 tháng 2, 1993 (26 tuổi)  | 20   | 1   | Boca Juniors       |
| 14 | HV | Iván Torres             | 27 tháng 2, 1991 (28 tuổi) | 0    | 0   | Olimpia            |
| 15 | HV | Gustavo Gómez (captain) | 6 tháng 5, 1993 (26 tuổi)  | 31   | 2   | Palmeiras          |
| 16 | TV | Celso Ortiz             | 26 tháng 1, 1989 (30 tuổi) | 16   | 0   | Monterrey          |
| 17 | TV | Hernán Pérez            | 25 tháng 2, 1989 (30 tuổi) | 33   | 2   | Espanyol           |
| 18 | HV | Santiago Arzamendia     | 5 tháng 5, 1998 (21 tuổi)  | 1    | 0   | Cerro Porteño      |
| 19 | TĐ | Cecilio Domínguez       | 11 tháng 8, 1994 (24 tuổi) | 13   | 0   | Independiente      |
| 20 | TV | Matías Rojas            | 3 tháng 11, 1995 (23 tuổi) | 2    | 0   | Defensa y Justicia |
| 21 | TĐ | Óscar Romero            | 4 tháng 7, 1992 (26 tuổi)  | 38   | 3   | Shanghai Shenhua   |
| 22 | TM | Alfredo Aguilar         | 18 tháng 7, 1988 (30 tuổi) | 1    | 0   | Olimpia            |
| 23 | TV | Miguel Almirón          | 10 tháng 2, 1994 (25 tuổi) | 16   | 0   | Newcastle United   |

### Qatar
Huấn luyện viên:  Félix Sánchez
The 23-man final squad was announced on ngày 30 tháng 5 năm 2019.

| Số | VT | Cầu thủ                    | Ngày sinh (tuổi)            | Trận | Bàn | Câu lạc bộ |
| -- | -- | -------------------------- | --------------------------- | ---- | --- | ---------- |
| 1  | TM | Saad Al Sheeb              | 19 tháng 2, 1990 (29 tuổi)  | 52   | 0   | Al-Sadd    |
| 2  | HV | Ró-Ró                      | 6 tháng 8, 1990 (28 tuổi)   | 44   | 1   | Al-Sadd    |
| 3  | HV | Abdelkarim Hassan          | 28 tháng 8, 1993 (25 tuổi)  | 83   | 10  | Al-Sadd    |
| 4  | HV | Al-Mahdi Ali Mukhtar       | 2 tháng 3, 1992 (27 tuổi)   | 35   | 3   | Al-Gharafa |
| 5  | HV | Tarek Salman               | 5 tháng 12, 1997 (21 tuổi)  | 19   | 0   | Al-Sadd    |
| 6  | TV | Abdulaziz Hatem            | 28 tháng 10, 1990 (28 tuổi) | 56   | 3   | Al-Gharafa |
| 7  | TĐ | Ahmed Alaaeldin            | 31 tháng 1, 1993 (26 tuổi)  | 23   | 1   | Al-Gharafa |
| 8  | HV | Hamid Ismail               | 16 tháng 6, 1986 (32 tuổi)  | 62   | 1   | Al-Sadd    |
| 9  | TV | Abdullah Al-Ahrak          | 10 tháng 5, 1997 (22 tuổi)  | 3    | 0   | Al-Duhail  |
| 10 | TĐ | Hassan Al-Haydos (captain) | 11 tháng 12, 1990 (28 tuổi) | 120  | 26  | Al-Sadd    |
| 11 | TĐ | Akram Afif                 | 18 tháng 11, 1996 (22 tuổi) | 46   | 12  | Al-Sadd    |
| 12 | TV | Karim Boudiaf              | 16 tháng 9, 1990 (28 tuổi)  | 68   | 4   | Al-Duhail  |
| 13 | HV | Tameem Al-Muhaza           | 21 tháng 7, 1996 (22 tuổi)  | 1    | 0   | Al-Gharafa |
| 14 | TV | Salem Al-Hajri             | 10 tháng 4, 1996 (23 tuổi)  | 9    | 0   | Al-Sadd    |
| 15 | HV | Bassam Al-Rawi             | 16 tháng 12, 1997 (21 tuổi) | 19   | 2   | Al-Duhail  |
| 16 | TV | Boualem Khoukhi            | 9 tháng 7, 1990 (28 tuổi)   | 60   | 16  | Al-Sadd    |
| 17 | TV | Ahmed Moein                | 20 tháng 10, 1995 (23 tuổi) | 4    | 0   | Qatar SC   |
| 18 | TV | Ahmed Fatehi               | 25 tháng 1, 1993 (26 tuổi)  | 10   | 0   | Al-Arabi   |
| 19 | TĐ | Almoez Ali                 | 19 tháng 8, 1996 (22 tuổi)  | 39   | 19  | Al-Duhail  |
| 20 | TV | Ali Afif                   | 20 tháng 1, 1988 (31 tuổi)  | 54   | 10  | Al-Duhail  |
| 21 | TM | Yousef Hassan              | 24 tháng 5, 1996 (23 tuổi)  | 6    | 0   | Al-Gharafa |
| 22 | TM | Mohammed Al-Bakri          | 28 tháng 3, 1997 (22 tuổi)  | 2    | 0   | Al-Khor    |
| 23 | HV | Assim Madibo               | 22 tháng 10, 1996 (22 tuổi) | 21   | 0   | Al-Duhail  |

## Bảng C

### Uruguay
Head coach: Óscar Tabárez
The 23-man final squad was announced on ngày 30 tháng 5 năm 2019.
| Số | VT | Cầu thủ                | Ngày sinh (tuổi)            | Trận | Bàn | Câu lạc bộ          |
| -- | -- | ---------------------- | --------------------------- | ---- | --- | ------------------- |
| 1  | TM | Fernando Muslera       | 16 tháng 6, 1986 (32 tuổi)  | 107  | 0   | Galatasaray         |
| 2  | HV | José Giménez           | 20 tháng 1, 1995 (24 tuổi)  | 49   | 7   | Atlético Madrid     |
| 3  | HV | Diego Godín (captain)  | 16 tháng 2, 1986 (33 tuổi)  | 126  | 8   | Internazionale      |
| 4  | HV | Giovanni González      | 20 tháng 9, 1994 (24 tuổi)  | 2    | 0   | Peñarol             |
| 5  | TV | Matías Vecino          | 24 tháng 8, 1991 (27 tuổi)  | 33   | 3   | Internazionale      |
| 6  | TV | Rodrigo Bentancur      | 25 tháng 6, 1997 (21 tuổi)  | 18   | 0   | Juventus            |
| 7  | TV | Nicolás Lodeiro        | 21 tháng 3, 1989 (30 tuổi)  | 56   | 4   | Seattle Sounders    |
| 8  | TV | Nahitan Nández         | 28 tháng 12, 1995 (23 tuổi) | 22   | 0   | Boca Juniors        |
| 9  | TĐ | Luis Suárez            | 24 tháng 1, 1987 (32 tuổi)  | 106  | 55  | Barcelona           |
| 10 | TV | Giorgian De Arrascaeta | 1 tháng 6, 1994 (25 tuổi)   | 19   | 2   | Flamengo            |
| 11 | TĐ | Cristhian Stuani       | 12 tháng 10, 1986 (32 tuổi) | 48   | 8   | Girona              |
| 12 | TM | Martín Campaña         | 29 tháng 5, 1989 (30 tuổi)  | 3    | 0   | Independiente       |
| 13 | HV | Marcelo Saracchi       | 23 tháng 4, 1998 (21 tuổi)  | 4    | 0   | RB Leipzig          |
| 14 | TV | Lucas Torreira         | 11 tháng 2, 1996 (23 tuổi)  | 15   | 0   | Arsenal             |
| 15 | TV | Federico Valverde      | 22 tháng 7, 1998 (20 tuổi)  | 9    | 1   | Real Madrid         |
| 16 | TV | Gastón Pereiro         | 11 tháng 6, 1995 (24 tuổi)  | 7    | 4   | PSV                 |
| 17 | HV | Diego Laxalt           | 7 tháng 2, 1993 (26 tuổi)   | 16   | 0   | Milan               |
| 18 | TĐ | Maxi Gómez             | 14 tháng 8, 1996 (22 tuổi)  | 11   | 1   | Celta               |
| 19 | HV | Sebastián Coates       | 7 tháng 10, 1990 (28 tuổi)  | 34   | 1   | Sporting CP         |
| 20 | TĐ | Jonathan Rodríguez     | 6 tháng 7, 1993 (25 tuổi)   | 14   | 2   | Cruz Azul           |
| 21 | TĐ | Edinson Cavani         | 14 tháng 2, 1987 (32 tuổi)  | 109  | 46  | Paris Saint-Germain |
| 22 | HV | Martín Cáceres         | 7 tháng 4, 1987 (32 tuổi)   | 88   | 4   | Juventus            |
| 23 | TM | Martín Silva           | 25 tháng 3, 1983 (36 tuổi)  | 11   | 0   | Libertad            |

### Ecuador
Head coach:  Hernán Darío Gómez
The 40-man provisional squad was released on ngày 17 tháng 5 năm 2019. The 23-man final squad was released on ngày 20 tháng 5 năm 2019.
| Số | VT | Cầu thủ                    | Ngày sinh (tuổi)            | Trận | Bàn | Câu lạc bộ        |
| -- | -- | -------------------------- | --------------------------- | ---- | --- | ----------------- |
| 1  | TM | Máximo Banguera            | 16 tháng 12, 1985 (33 tuổi) | 35   | 0   | Barcelona         |
| 2  | HV | Arturo Mina                | 8 tháng 10, 1990 (28 tuổi)  | 19   | 1   | Yeni Malatyaspor  |
| 3  | HV | Robert Arboleda            | 22 tháng 10, 1991 (27 tuổi) | 13   | 1   | São Paulo         |
| 4  | HV | Pedro Velasco              | 26 tháng 9, 1993 (25 tuổi)  | 6    | 0   | Barcelona         |
| 5  | TV | Renato Ibarra              | 20 tháng 1, 1991 (28 tuổi)  | 42   | 1   | América           |
| 6  | HV | Cristian Ramírez           | 12 tháng 8, 1994 (24 tuổi)  | 18   | 1   | Krasnodar         |
| 7  | TV | Romario Ibarra             | 24 tháng 9, 1994 (24 tuổi)  | 7    | 3   | Minnesota United  |
| 8  | TV | Carlos Gruezo              | 19 tháng 4, 1995 (24 tuổi)  | 23   | 0   | Dallas            |
| 9  | TĐ | Carlos Garcés              | 1 tháng 3, 1990 (29 tuổi)   | 1    | 0   | Delfín            |
| 10 | TĐ | Ángel Mena                 | 21 tháng 1, 1988 (31 tuổi)  | 13   | 1   | León              |
| 11 | TV | Ayrton Preciado            | 17 tháng 7, 1994 (24 tuổi)  | 11   | 0   | Santos Laguna     |
| 12 | TM | Pedro Ortíz                | 19 tháng 2, 1990 (29 tuổi)  | 0    | 0   | Delfín            |
| 13 | TĐ | Enner Valencia             | 4 tháng 11, 1989 (29 tuổi)  | 46   | 27  | Tigres UANL       |
| 14 | HV | Xavier Arreaga             | 28 tháng 9, 1994 (24 tuổi)  | 1    | 0   | Seattle Sounders  |
| 15 | TV | Jefferson Intriago         | 4 tháng 6, 1996 (23 tuổi)   | 5    | 0   | LDU Quito         |
| 16 | TV | Antonio Valencia           | 4 tháng 8, 1985 (33 tuổi)   | 93   | 11  | Manchester United |
| 17 | HV | José Quintero              | 20 tháng 6, 1990 (28 tuổi)  | 1    | 0   | LDU Quito         |
| 18 | TV | Jefferson Orejuela         | 14 tháng 2, 1993 (26 tuổi)  | 15   | 0   | LDU Quito         |
| 19 | HV | Beder Caicedo              | 13 tháng 5, 1992 (27 tuổi)  | 4    | 0   | Barcelona         |
| 20 | TV | Andrés Chicaiza            | 3 tháng 4, 1992 (27 tuổi)   | 0    | 0   | LDU Quito         |
| 21 | HV | Gabriel Achilier (captain) | 24 tháng 3, 1985 (34 tuổi)  | 51   | 1   | Morelia           |
| 22 | TM | Alexander Domínguez        | 5 tháng 6, 1987 (32 tuổi)   | 48   | 0   | Vélez Sarsfield   |
| 23 | TV | Jhegson Méndez             | 26 tháng 4, 1997 (22 tuổi)  | 7    | 0   | Orlando City      |

### Nhật Bản
Huấn luyện viên: Hajime Moriyasu
The 23-men squad was released on ngày 24 tháng 5 năm 2019.
| Số | VT | Cầu thủ                  | Ngày sinh (tuổi)            | Trận | Bàn | Câu lạc bộ                 |
| -- | -- | ------------------------ | --------------------------- | ---- | --- | -------------------------- |
| 1  | TM | Eiji Kawashima           | 20 tháng 3, 1983 (36 tuổi)  | 88   | 0   | Strasbourg                 |
| 2  | HV | Daiki Sugioka            | 8 tháng 9, 1998 (20 tuổi)   | 0    | 0   | Shonan Bellmare            |
| 3  | TV | Nakayama Yuta            | 16 tháng 2, 1997 (22 tuổi)  | 1    | 0   | PEC Zwolle                 |
| 4  | HV | Itakura Ko               | 27 tháng 1, 1997 (22 tuổi)  | 0    | 0   | Groningen                  |
| 5  | HV | Ueda Naomichi            | 24 tháng 10, 1994 (24 tuổi) | 6    | 0   | Cercle Brugge              |
| 6  | TV | Kota Watanabe            | 18 tháng 10, 1998 (20 tuổi) | 0    | 0   | Tokyo Verdy                |
| 7  | TV | Gaku Shibasaki (captain) | 28 tháng 5, 1992 (27 tuổi)  | 34   | 3   | Getafe                     |
| 8  | TV | Tatsuya Ito              | 26 tháng 6, 1997 (21 tuổi)  | 0    | 0   | Hamburger SV               |
| 9  | TĐ | Daizen Maeda             | 20 tháng 10, 1997 (21 tuổi) | 0    | 0   | Matsumoto Yamaga           |
| 10 | TV | Shoya Nakajima           | 23 tháng 8, 1994 (24 tuổi)  | 8    | 3   | Al-Duhail                  |
| 11 | TV | Miyoshi Koji             | 26 tháng 3, 1997 (22 tuổi)  | 0    | 0   | Yokohama F. Marinos        |
| 12 | TM | Kojima Ryosuke           | 30 tháng 1, 1997 (22 tuổi)  | 0    | 0   | Oita Trinita               |
| 13 | TĐ | Ueda Ayase               | 28 tháng 8, 1998 (20 tuổi)  | 0    | 0   | Hosei University           |
| 14 | HV | Teruki Hara              | 30 tháng 7, 1998 (20 tuổi)  | 0    | 0   | Sagan Tosu                 |
| 15 | HV | Suga Daiki               | 10 tháng 9, 1998 (20 tuổi)  | 0    | 0   | Hokkaido Consadole Sapporo |
| 16 | HV | Takehiro Tomiyasu        | 5 tháng 11, 1998 (20 tuổi)  | 10   | 1   | Sint-Truiden               |
| 17 | TV | Matsumoto Taishi         | 22 tháng 8, 1998 (20 tuổi)  | 0    | 0   | Sanfrecce Hiroshima        |
| 18 | TĐ | Shinji Okazaki           | 16 tháng 4, 1986 (33 tuổi)  | 116  | 50  | Leicester City             |
| 19 | HV | Tomoki Iwata             | 7 tháng 4, 1997 (22 tuổi)   | 0    | 0   | Oita Trinita               |
| 20 | TV | Abe Hiroki               | 28 tháng 1, 1999 (20 tuổi)  | 0    | 0   | Kashima Antlers            |
| 21 | TV | Takefusa Kubo            | 4 tháng 6, 2001 (18 tuổi)   | 0    | 0   | FC Tokyo                   |
| 22 | HV | Tatsuta Yugo             | 21 tháng 6, 1998 (20 tuổi)  | 0    | 0   | Shimizu S-Pulse            |
| 23 | TM | Keisuke Osako            | 28 tháng 7, 1999 (19 tuổi)  | 0    | 0   | Sanfrecce Hiroshima        |

### Chile
Huấn luyện viên:  Reinaldo Rueda
The 23-man squad was released on ngày 26 tháng 5 năm 2019.
| Số | VT | Cầu thủ               | Ngày sinh (tuổi)            | Trận | Bàn | Câu lạc bộ           |
| -- | -- | --------------------- | --------------------------- | ---- | --- | -------------------- |
| 1  | TM | Gabriel Arias         | 13 tháng 9, 1987 (31 tuổi)  | 5    | 0   | Racing               |
| 2  | HV | Igor Lichnovsky       | 7 tháng 3, 1994 (25 tuổi)   | 5    | 0   | Cruz Azul            |
| 3  | HV | Guillermo Maripán     | 6 tháng 5, 1994 (25 tuổi)   | 15   | 2   | Alavés               |
| 4  | HV | Mauricio Isla         | 12 tháng 6, 1988 (31 tuổi)  | 107  | 4   | Fenerbahçe           |
| 5  | HV | Paulo Díaz            | 25 tháng 8, 1994 (24 tuổi)  | 16   | 0   | Al-Ahli              |
| 6  | TV | José Pedro Fuenzalida | 22 tháng 2, 1985 (34 tuổi)  | 47   | 3   | Universidad Catolica |
| 7  | TĐ | Alexis Sánchez        | 19 tháng 12, 1988 (30 tuổi) | 124  | 41  | Manchester United    |
| 8  | TV | Arturo Vidal          | 22 tháng 5, 1987 (32 tuổi)  | 107  | 26  | Barcelona            |
| 9  | TĐ | Nicolás Castillo      | 14 tháng 2, 1993 (26 tuổi)  | 20   | 4   | América              |
| 10 | TV | Diego Valdés          | 30 tháng 1, 1994 (25 tuổi)  | 10   | 1   | Santos Laguna        |
| 11 | TĐ | Eduardo Vargas        | 20 tháng 11, 1989 (29 tuổi) | 82   | 36  | Tigres UANL          |
| 12 | TM | Brayan Cortés         | 11 tháng 3, 1995 (24 tuổi)  | 2    | 0   | Colo-Colo            |
| 13 | TV | Erick Pulgar          | 15 tháng 1, 1994 (25 tuổi)  | 15   | 2   | Bologna              |
| 14 | TV | Esteban Pavez         | 1 tháng 5, 1990 (29 tuổi)   | 4    | 0   | Colo-Colo            |
| 15 | HV | Jean Beausejour       | 1 tháng 6, 1984 (35 tuổi)   | 101  | 6   | Universidad de Chile |
| 16 | TV | Pablo Hernández       | 24 tháng 10, 1986 (32 tuổi) | 25   | 3   | Independiente        |
| 17 | HV | Gary Medel (captain)  | 3 tháng 8, 1987 (31 tuổi)   | 118  | 7   | Beşiktaş             |
| 18 | HV | Gonzalo Jara          | 29 tháng 8, 1985 (33 tuổi)  | 112  | 3   | Estudiantes La Plata |
| 19 | TĐ | Júnior Fernándes      | 10 tháng 4, 1988 (31 tuổi)  | 16   | 0   | Alanyaspor           |
| 20 | TV | Charles Aránguiz      | 17 tháng 4, 1989 (30 tuổi)  | 69   | 7   | Bayer Leverkusen     |
| 21 | HV | Óscar Opazo           | 18 tháng 10, 1990 (28 tuổi) | 6    | 1   | Colo-Colo            |
| 22 | TĐ | Ángelo Sagal          | 18 tháng 4, 1993 (26 tuổi)  | 16   | 2   | Pachuca              |
| 23 | TM | Yerko Urra            | 9 tháng 7, 1996 (22 tuổi)   | 0    | 0   | Huachipato           |